# Amstel Curaçao Race 2003
L'Amstel Curaçao Race 2003, seconda edizione della corsa, si disputò nel 2003 e fu vinta dal belga Peter Van Petegem.

## Ordine d'arrivo (Top 10)
| Pos. | Corridore          | Squadra         | Tempo |
| ---- | ------------------ | --------------- | ----- |
| 1    | Peter Van Petegem  | Lotto           |       |
| 2    | Alejandro Valverde | Kelme           |       |
| 3    | Michael Boogerd    | Rabobank        |       |
| 4    | Emile Abraham      | Maestro         |       |
| 5    | Maarten den Bakker | Rabobank        |       |
| 6    | Servais Knaven     | Quick Step      |       |
| 7    | Rik Reinerink      | Bankgiroloterij |       |
| 8    | Víctor Hugo Peña   | US Postal       |       |
| 9    | Andrej Kašečkin    | Quick Step      |       |
| 10   | Daniele Nardello   | Deut. Telekom   |       |